# 木津川市立恭仁小学校
木津川市立恭仁小学校（きづがわしりつ くにしょうがっこう）は、京都府木津川市加茂町例幣にある公立小学校。

## 概要
木津川市加茂地区北部（木津川以北）を校区とし、明治時代初期からの140年近い歴史を誇る小学校である。

## 沿革
- 1873年（明治6年）
  - 2月 - 相楽瓶原小学校創立。
  - 8月 - 恭仁小学校へ改称。
- 1887年（明治20年）7月 - 恭仁尋常小学校へ改称。
- 1899年（明治32年）
  - 3月 - 校舎を新築・移転。
  - 6月 - 恭仁尋常高等小学校へ改称。
- 1923年（大正12年）5月 - 50周年記念式を挙行し、創立記念日に制定。
- 1941年（昭和16年）4月 - 国民学校令により、加茂国民学校へ改称。
- 1947年（昭和22年）4月 - 学制改革により、瓶原村立恭仁小学校へ改称。
- 1951年（昭和26年）4月 - 町村合併により、加茂町立恭仁小学校へ改称。
- 1959年（昭和34年）10月 - 完全給食開始。
- 1968年（昭和43年）9月 - プール竣工。
- 1972年（昭和47年）4月 - 京都府交通安全優良校として表彰を受ける。
- 1980年（昭和55年）5月 - 相楽郡交通安全協会より表彰を受ける。
- 1982年（昭和57年）4月 - 財団法人京都府交通安全協会より表彰を受ける。
- 1991年（平成3年）4月 - 京都府教育委員会 小・中学校教育実践推進校（社会科）に指定（2ヵ年）。
- 1996年（平成8年）4月 - 京都府社会福祉協議会福祉協力校に指定（3ヶ年）。
- 2001年（平成13年）4月 - 京都府教育委員会 小・中学校教育実践パイロット校（総合的な学習の時間）に指定。
- 2007年（平成19年）3月 - 加茂町が木津町、山城町と合併し木津川市が発足したことにより、木津川市立恭仁小学校に改称。

## 主な進学先
- 木津川市立泉川中学校

## 交通
- JR関西本線 加茂駅下車 北へ約500m

## 通学区域が隣接している学校
- 木津川市立加茂小学校
- 木津川市立上狛小学校
- 木津川市立棚倉小学校
- 相楽東部広域連合立和束小学校